# Sphaerolana affinis
Sphaerolana affinis é uma espécie de crustáceo da família Cirolanidae.
É endémica do México.